# Billy Shearsby
Billy Shearsby (14 de setembre de 1972) va ser un ciclista australià. Va combinar la carretera amb la pista. El 1994 es va proclamar Campió del món de persecució per equips.

## Palmarès en ruta
- 1992
  - 1r al Grafton to Inverell Classic

## Palmarès en pista
- 1993
  -  Campió del món de Persecució per equips (amb Stuart O'Grady, Brett Aitken i Timothy O'Shannessey)